# Реплікатори
Репліка́тори (англ. Replicators) — вигадана штучна раса з науково-фантастичного всесвіту «Зоряна брама». В творах «Зоряної брами» описано два різновиди реплікаторів різного походження, але зі спільними рисами. Являють собою розумні самовідтворювані машини, що складаються з нанороботів. Виступають однією з найрозвиненіших цивілізацій у франшизі.

## Характеристика
У всесвіті «Зоряної брами» існує два типи роботів, званих реплікаторами. Перші походять з неназваної планети Чумацького Шляху, де були створені розвиненою людською цивілізацією. Другі — створені Древніми в галактиці Пегас для війни з рейфами, проте, будучи наділеними самосвідомістю, були розцінені творцями як загроза та винищені. Вцілілі реплікатори Пегаса після зникнення Древніх створили на планеті Асурас ідентичну до їхньої цивілізацію, звідки і їх назва асурани.
Спільним є те, що кожен реплікатор складається з набору однотипних блоків, які можуть виконувати різні функції. Поєднуючись між собою, блоки здатні утворювати різноманітні машини, поглинати речовини та конструювати нові блоки. Вони здатні поглинати величезну кількість енергії, яка може збільшити їх потужність. Головною метою реплікаторів Чумацького Шляху є створювати нових реплікаторів (реплікуватися), що вимагає поглинати ресурси та поширюватися Всесвітом. Реплікатори Пегаса, маючи головною метою війну з рейфами, після того як рейфи заснули, ізолювалися на своїй планеті. Через програмне обмеження втручатися в свій код, вони тисячі років не могли отримати шукану свободу і здобули її тільки завдяки втручанню землян.
Реплікатори здатні набувати різних форм, залежно від поставленої мети; в основному реплікатори Чумацького Шляху перебувають у формі механізмів, подібних на жуків або павуків. За потреби, одні механізми швидко перекомбіновуються в інші, зливаються або розділюються. З нейтронію ці реплікатори здатні створювати менших нанороботів, які можуть утворювати зовні ідентичні до людини механізми. Жукоподібні реплікатори мали колективний розум і діяли як єдиний організм-завойовник. Натомість асурани з галактики Пегас зазвичай перебували в людиноподібній формі та володіли самосвідомістю.
Залежність азгардів від енергетичної зброї завадила їм розробити зброю, здатну знищити реплікаторів. Кінетична ж (вогнепальна) зброя тау'рі здатна тимчасово розбивати реплікаторів на окремі блоки, які втім з часом складаються назад. Людиноподібні реплікатори можуть протистояти вогнепальній зброї, оскільки складаються з безлічі дрібніших нанітів.
Всі реплікатори пов'язані підпросторовим зв'язком, завдяки чому здатні швидко обмінюватися інформацією, незалежно від відстані. В результаті реплікатори легко адаптуються до нових загроз, щойно хоча б один їхній механізм зіткнеться з ними. Єдиною зброєю, здатною ефективно знищити реплікаторів, є розщеплювач реплікаторів. Ця зброя була створена азгардами за кресленнями Древніх. Зброя стріляє енергетичними хвилями, які руйнують зв'язки між блоками, змушуючи реплікаторів розпадатися. Проте реплікатори виробляють імунітет до частоти хвилі, що змушує періодично змінювати її. До розщеплювача реплікаторів єдиною зброєю проти цих машин була примітивна (порівняно з рівнем азгардів) вогнепальна зброя землян. Завдяки кінетичній енергії кулі просто розбивали реплікаторів на окремі блоки, які згодом збиралися назад. Але проти людиноподібних реплікаторів вогнепальна зброя виявилася неефективною. Іонні гармати азгардів, встановлені на лінкорах класу «О'Нілл», здатні руйнувати блоки реплікаторів, що стало можливо не завдяки енергетичній природі зброї, а кінетичній силі, виробленій рухом енергетичних згустків. Як з'ясувалося дослідниками Атлантиди, Древні початково розробили розщеплювач реплікаторів проти асуранів. Захисне поле Атлантиди було здатне руйнувати асуранів.

## Історія
Тут описано історію реплікаторів Чумацького Шляху. Про історію реплікаторів галактики Пегас див. статтю асурани.

### Походження
Коли були створені перші реплікатори невідомо, за винятком планети. Її населення було на досить високому рівні технологічного розвитку, імовірно вищому, ніж сучасні земляни. Один з учених планети створив гіноїда та назвав її Різ. Той поводився як 12-річна розпещена дівчинка — вередував, був емоційно нестабільний. Аби розважитися, Різ створювала собі іграшки. За допомогою нанороботів, що використовувались у її тілі для регенерації пошкоджень, вона могла перетворювати будь-які метали в блоки, з яких збирала істот, що зовні нагадують комах, навчила їх захищати себе, дала їм здатність самовідтворюватися. Різ не завжди могла контролювати свої творіння, коли ті стали небезпечні для людей, населення планети безуспішно спробувало їх знищити.
З часом реплікаторів стало надто багато, Різ поступово втратила над ними контроль. Реплікатори почали поглинати її світ і знищувати населення планети. За словами Різ, вона відчайдушно намагалася змусити реплікаторів зупинитися, але її не слухали. Споживши всі можливі сировину та технології, винищивши населення (включаючи творця Різ), реплікатори покинули її в пошуках нових джерел сировини. Відчуваючи провину і самотність, Різ закрилася у лабораторії та заснула. Пізніше, в наш час, земна команда ЗБ-1 відвідала цю планету завдяки Зоряній брамі та забрали Різ на Землю, де згодом останню знищили під час спроби втекти з планети зі своїми новоствореними реплікаторами.

### Війна з Азгардами
У певний момент своєї історії високорозвинена цивілізація — азгарди — натрапила на реплікаторів на одній з планет у своїй галактиці. Взявши на вивчення цікаві з точки зору науки об'єкти на свою планету Оталу, азгарди випадково активували блоки реплікаторів. Вони відразу ж почали асимілювати технології азгардів, що дозволило їм поширитися по всій галактиці Айда. Реплікатори стали чумою, яка знищувала все на своєму шляху і здатною не тільки поглинати нові технології, але й удосконалювати їх. Так почалася війна між азгардами та Реплікаторами. Ця війна відволікала азгардів від інших справ, концентруючи їх на рідному домі.
Зрештою реплікатори почали захоплювати кораблі азгардів і, швидко вивчивши їх, застосовувати проти самих творців. Усі спроби азгардів знищити реплікаторів робили ворога лише більш технологічно розвиненим, дозволяючи асимілювати всі нові технології. Захопивши джерела нейтронію, реплікатори почали оточувати столицю азгардів — Оталу. У відчаї азгарди попросили допомоги у Землі. Їхній корабель зазнав аварії на орбіті планети та впав в океан. Вцілілі реплікатори захопили російський підводний човен, але врешті були знищені. За допомоги Саманти Картер головнокомандувач Тор зміг знищити кораблі реплікаторів, виманивши їх за допомогою досвідченого зразка лінкора класу «О'Нілл».
Після того, як ЗБ-1 знайшли Різ, азгарди забрали її тіло на дослідження, щоб знайти слабкості реплікаторів. Вони не виявили такої інформації, а замість цього використали тіло гіноїда у своєму плані по захопленню реплікаторів у часовій пастці. Реплікатори змогли асимілювати технології Різ і створити людиноподібних реплікаторів, які складалися з нанітів. Перший з цих нових реплікаторів зміг проникнути через мікротріщини в пристрій і перепрограмувати його, прискоривши час. Завдяки цьому вони могли створити досить велику армію для завоювання галактики.

### Загибель
Завдяки знанням Древніх, отриманим Джеком О'Ніллом, вдалося створити персональну зброю, здатну руйнувати зв'язки між блоками реплікаторів. Поширення реплікаторів Чумацьким Шляхом було зупинено спільними зусиллями землян, азгардів та гоа'улдів. Скориставшись установкою Древніх на планеті Дакара, земляни налаштували її на генерацію імпульсу, аналогічного до імпульсу антиреплікаторної зброї. Коли всі Зоряні брами в галактиці було одночасно активовано, імпульс поширився крізь них та знищив усіх реплікаторів.